# 카틀렌 노르트
카틀렌 노르트(독일어: Kathleen Nord, 1965년 12월 26일 ~ 2022년 2월 24일)는 전 동독의 수영 선수로 접영과 개인혼영을 주종목으로 활약하였다.
마그데부르크에서 태어난 노르트는 1988년 서울 올림픽에서 200m 접영을 우승하고, 400m 개인혼영에서 5위를 하였다.
1982년과 1989년 사이에 그녀는 유럽 선수권과 세계 선수권에서 개인혼영과 접영 종목의 금메달 6개, 은메달 2개와 동메달 3개를 획득하였다.
1984년 동독의 보이콧으로 인하여 로스앤젤레스 올림픽을 놓치고, 대신 친선 경기에 나가 400m 개인혼영 2위를 하였다.
6세 때 수영을 시작한 노르트는 13세 때에 첫 국제 경연에 나가고, 16세 때 첫 세계 선수권 메달을 땄으며 25세 때에 은퇴하였다.
1990년대 초반에 대학에서 법률을 공부하였으나, 동서독의 통일의 결과로서 과정이 정지되자 미국 플로리다주에 있는 팜비치 커뮤니티 칼리지로 갔다.
2022년 2월 24일 엘름스호른에서 56세의 나이로 사망하였다.